# Leichtathletik-Weltmeisterschaften 2023/Teilnehmer (Finnland)
| Goldmedaillen | Silbermedaillen | Bronzemedaillen |
| ------------- | --------------- | --------------- |
| —             | —               | 1               |

Der Leichtathletikverband von Finnland nahm an den Leichtathletik-Weltmeisterschaften 2023 in Budapest teil. 40 Athletinnen und Athleten wurden vom finnischen Verband nominiert.

## Medaillengewinnerin
| Medaille | Athletin    | Disziplin      |
| -------- | ----------- | -------------- |
| Bronze   | Wilma Murto | Stabhochsprung |

## Ergebnisse

### Männer

#### Laufdisziplinen
| Athlet              | Disziplin        | Vorlauf     | Vorlauf | Halbfinale | Halbfinale | Finale       | Finale |
| Athlet              | Disziplin        | Zeit        | Platz   | Zeit       | Platz      | Zeit         | Platz  |
| ------------------- | ---------------- | ----------- | ------- | ---------- | ---------- | ------------ | ------ |
| Joonas Rinne        | 800 m            | 1:45,39 min | 4       | DNQ        | DNQ        | –            | –      |
| Joonas Rinne        | 1500 m           | 3:47,16 min | 7       | DNQ        | DNQ        | –            | –      |
| Elmo Lakka          | 110 m Hürden     | 13,69 s     | 7       | DNQ        | DNQ        | –            | –      |
| Topi Raitanen       | 3000 m Hindernis | 8:30,69 min | 11      | DNQ        | DNQ        | –            | –      |
| Jerry Jokinen       | 20 km Gehen      |             |         |            |            | 1:26:54 h    | 43     |
| Veli-Matti Partanen | 20 km Gehen      |             |         |            |            | 1:18:22 h NR | 6      |
| Veli-Matti Partanen | 35 km Gehen      |             |         |            |            | 2:32:28 h    | 18     |
| Aleksi Ojala        | 35 km Gehen      |             |         |            |            | 2:38:34 h    | 25     |

#### Sprung/Wurf
| Athlet          | Disziplin      | Qualifikation | Qualifikation | Finale     | Finale |
| Athlet          | Disziplin      | Weite/Höhe    | Platz         | Weite/Höhe | Platz  |
| --------------- | -------------- | ------------- | ------------- | ---------- | ------ |
| Aaro Davidila   | Dreisprung     | 15,81 m       | 26            | DNQ        | DNQ    |
| Juho Alasaari   | Stabhochsprung | 5,35 m        | 22            | DNQ        | DNQ    |
| Urho Kujanpää   | Stabhochsprung | NM            | NM            | DNQ        | DNQ    |
| Aaron Kangas    | Hammerwurf     | 72,96 m       | 17            | DNQ        | DNQ    |
| Lassi Etelätalo | Speerwurf      | 78,19 m       | 18            | DNQ        | DNQ    |
| Oliver Helander | Speerwurf      | 80,19 m       | 10            | 83,38 m    | 7      |
| Toni Kuusela    | Speerwurf      | 79,27 m       | 13            | DNQ        | DNQ    |

### Frauen

#### Laufdisziplinen
| Athletin            | Disziplin    | Vorlauf         | Vorlauf | Halbfinale     | Halbfinale | Finale       | Finale |
| Athletin            | Disziplin    | Zeit            | Platz   | Zeit           | Platz      | Zeit         | Platz  |
| ------------------- | ------------ | --------------- | ------- | -------------- | ---------- | ------------ | ------ |
| Anniina Kortetmaa   | 200 m        | 23,52 s         | 7       | DNQ            | DNQ        | –            | –      |
| Aino Pulkkinen      | 200 m        | 23,48 s         | 8       | DNQ            | DNQ        | –            | –      |
| Mette Baas          | 400 m        | 52,74 s         | 7       | DNQ            | DNQ        | –            | –      |
| Eveliina Määttänen  | 800 m        | 2:00,41 min     | 3       | 1:59,81 min PB | 5          | DNQ          | DNQ    |
| Nathalie Blomqvist  | 1500 m       | 4:06,93 min PB  | 11      | DNQ            | DNQ        | –            | –      |
| Camilla Richardsson | 5000 m       | 15:13,84 min PB | 12      | DNQ            | DNQ        | –            | –      |
| Camilla Richardsson | 10.000 m     |                 |         |                |            | 32:15,74 min | 15     |
| Nina Chydenius      | Marathon     |                 |         |                |            | 2:42:36 h    | 54     |
| Alisa Vainio        | Marathon     |                 |         |                |            | 2:32:14 h    | 22     |
| Lotta Harala        | 100 m Hürden | 13,11 s         | 5       | DNQ            | DNQ        | –            | –      |
| Reetta Hurske       | 100 m Hürden | 12,92 s         | 5       | 13,05 s        | 7          | DNQ          | DNQ    |
| Viivi Lehikoinen    | 400 m Hürden | 54,65 s         | 4       | 54,48 s        | 3          | DNQ          | DNQ    |

#### Sprung/Wurf
| Athletin           | Disziplin      | Qualifikation | Qualifikation | Finale     | Finale |
| Athletin           | Disziplin      | Weite/Höhe    | Platz         | Weite/Höhe | Platz  |
| ------------------ | -------------- | ------------- | ------------- | ---------- | ------ |
| Ella Junnila       | Hochsprung     | 1,89 m        | 12            | 1,90 m     | 13     |
| Heta Tuuri         | Hochsprung     | 1,80 m        | 32            | DNQ        | DNQ    |
| Saga Andersson     | Stabhochsprung | NM            | NM            | DNQ        | DNQ    |
| Elina Lampela      | Stabhochsprung | 4,50 m        | 22            | DNQ        | DNQ    |
| Wilma Murto        | Stabhochsprung | 4,65 m        | 1             | 4,80 m SB  | Bronze |
| Kristiina Mäkelä   | Dreisprung     | 13,88 m       | 18            | DNQ        | DNQ    |
| Senni Salminen     | Dreisprung     | 13,50 m       | 30            | DNQ        | DNQ    |
| Emilia Kangas      | Kugelstoßen    | 15,94 m       | 33            | DNQ        | DNQ    |
| Senja Mäkitörmä    | Kugelstoßen    | 16,27 m       | 31            | DNQ        | DNQ    |
| Eveliina Rouvali   | Kugelstoßen    | 16,61 m       | 29            | DNQ        | DNQ    |
| Salla Sipponen     | Diskuswurf     | 54,72 m       | 30            | DNQ        | DNQ    |
| Suvi Koskinen      | Hammerwurf     | 70,81 m       | 15            | DNQ        | DNQ    |
| Silja Kosonen      | Hammerwurf     | 74,19 m PB    | 3             | 73,89 m    | 5      |
| Krista Tervo       | Hammerwurf     | 68,00 m       | 23            | DNQ        | DNQ    |
| Anni-Linnea Alanen | Speerwurf      | 58,30 m       | 17            | DNQ        | DNQ    |

#### Siebenkampf
| Athletin      | Disziplin | 100 m Hürden | Hochsprung | Kugelstoßen | 200 m   | Weitsprung | Speerwurf | 800 m       | Punkte | Platz |
| ------------- | --------- | ------------ | ---------- | ----------- | ------- | ---------- | --------- | ----------- | ------ | ----- |
| Saga Vanninen | Ergebnis  | 13,62 s      | 1,80 m PB  | 14,78 m     | 24,71 s | 6,06 m     | 48,32 m   | 2:20,13 min | 6289   | 9     |
| Saga Vanninen | Punkte    | 1033         | 978        | 846         | 914     | 868        | 828       | 822         | 6289   | 9     |